# Bou Arada
Bou Arada (arabisch بوعرادة, DMG Būʿarāda, auch Bouarada oder Bu Aradah) ist ein Ort im Nordwesten von Tunesien, der etwa 37 Kilometer nordöstlich von Siliana und etwa 71 Kilometer südwestlich von Tunis liegt.
Bou Arada liegt im Gouvernement Siliana und ist namensgebender Ort für die Delegation Bou Arada. Nach Angaben des Nationalen Institutes für Statistik hatte Bou Arada im Jahr 2004 12.273 Einwohner.
Durch die Lage am Rand der tunesischen Dorsale ist eine Ebene bedingt, die landwirtschaftlich zur Getreideproduktion genutzt wird.

## Geschichte
Historisch von Interesse sind punische Ruinen in der Nähe der Stadt.
Außerdem war Bou Arada Kriegsschauplatz im Zweiten Weltkrieg.

## Söhne und Töchter des Ortes
- Ali Chaouch (1948–2020), tunesischer Diplomat und Politiker
- Maya Jribi (1960–2018), tunesische Politikerin und Feministin